# مقانک (دماوند)
مغانک روستایی از توابع بخش مرکزی شهرستان دماوند در استان تهران ایران است.

## جمعیت
این روستا در دهستان جابان قرار دارد و براساس سرشماری عمومی نفوس و مسکن ۱۳۸۵، جمعیت آن ۱۶۹ نفر (۴۹خانوار) بوده‌است.و براساس سرشماری مرکز آمار ایران در سال ۱۳۹۵، جمعیت آن ۱۰۴ نفر (۴۱خانوار) بوده‌است. 